# Afrika (datorspel)
Afrika, i Japan känt som Hakuna Matata, är ett simulationsspel för Playstation 3, utvecklat av Rhino Studios och utgivet av Sony Computer Entertainment. Spelet fokuserar på fotografering och safarifärder i Afrika.

## Gameplay
I spelet tar man rollen som en fotojournalist som ska ta bilder på olika afrikanska djur. Fotojournalisten tar emot e-post från ett basläger som informerar spelaren om vilka djur som ska fotograferas. Spelaren får sedan ta sig till fots, med jeep eller luftballong, till de områden där djuren finns för att fotografera dem. Om spelaren tar bra bilder på djuren ger det pengar. Med pengarna kan spelaren köpa nya förnödenheter, till exempel en uppgraderad kamera och mat. I ett bibliotek kan spelaren få encyklopedisk information om de olika djuren i spelet.